# Szymon Herman

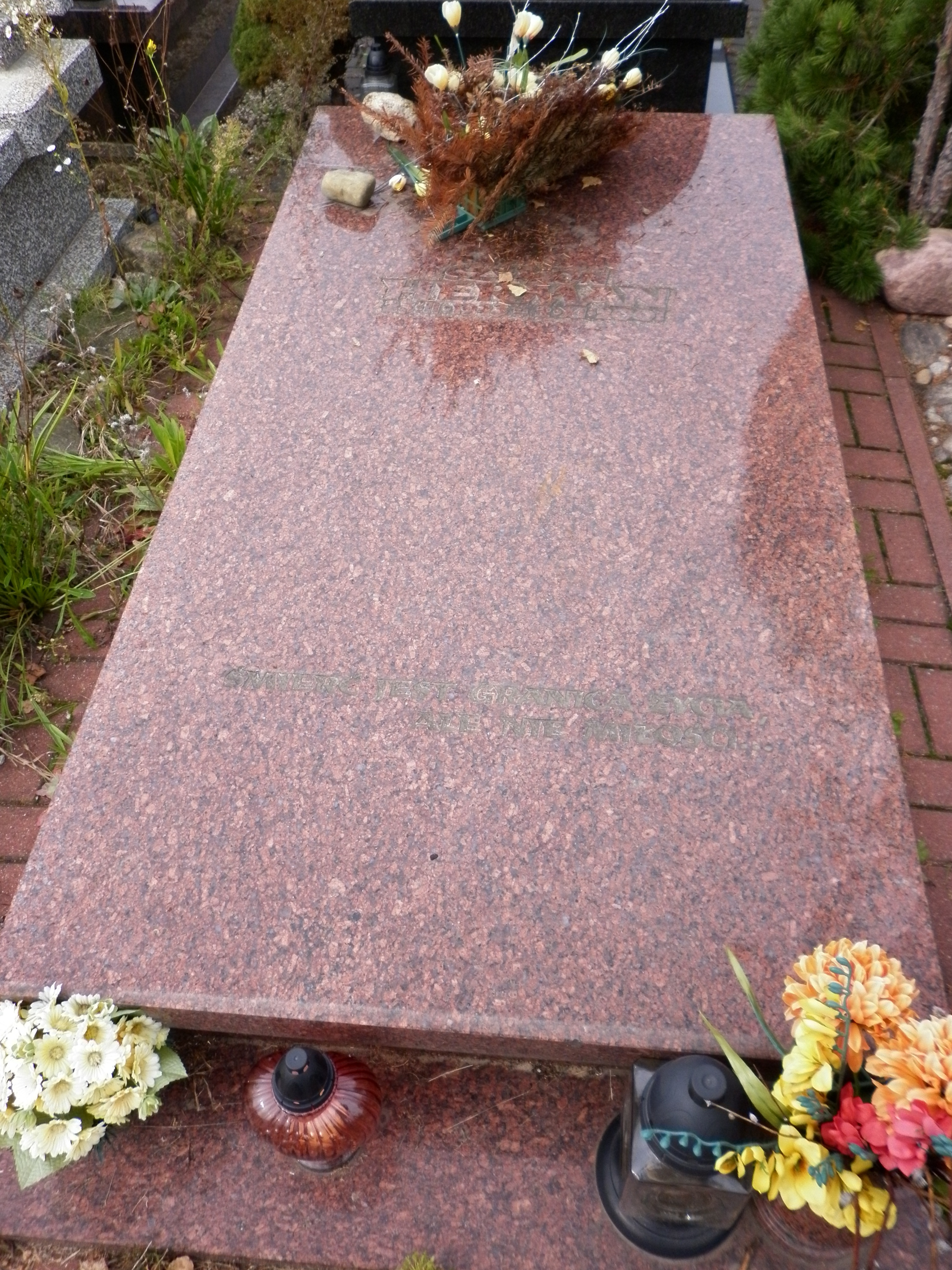
Grób Szymona Hermana na warszawskim cmentarzu Północnym

Szymon Herman (jid. שמעון הערמאַן; ur. 23 lutego 1923 w Stanisławowie, zm. 2 listopada 2001 w Warszawie) – polski aktor teatralny i filmowy żydowskiego pochodzenia, w latach 1970-1992 aktor Teatru Żydowskiego w Warszawie.
Zmarł w Warszawie. Pochowany jest na cmentarzu komunalnym Północnym na Wólce Węglowej (kwatera S-VIII-3-3-12).

## Kariera
| Teatr Żydowski w Warszawie - 1990: Dybuk - 1990: Ballada o ślubnym welonie - 1986: Pieśń o zamordowanym - 1985: Wielka wygrana - 1984: Sen o Goldfadenie - 1984: Rabin i błazen - 1981: Poszukiwacze złota - 1980: Jakub i Ezaw - 1978: Planeta Ro - 1977: Spadkobiercy - 1976: Dwaj Kunie-Lemł - 1976: Zmierzch - 1975: Dzban pełen słońca - 1973: Dybuk - 1972: Było niegdyś miasteczko - 1972: Wielka wygrana - 1970: Tewje Mleczarz | - 1990: Ucieczka z kina „Wolność” - 1987: Śmieciarz − bojownik żydowski w getcie (odc. 3) - 1982: Austeria - 1979: Komedianci - 1979: Gwiazdy na dachu - 1979: Dybuk |